# Bruno Götze
Georg Bruno Kurt Götze (ur. 21 czerwca 1862 w Toruniu, zm. 28 maja 1913 w Berlinie) – niemiecki kolarz torowy i szosowy, srebrny medalista olimpiady.

## Kariera
Największy sukces w karierze Bruno Götze osiągnął w 1906 roku, kiedy wspólnie ze swym bratem Maxem Götze zdobył srebrny medal w wyścigu tandemów podczas letniej olimpiady w Atenach. Na tej samej imprezie był też między innymi ósmy w wyścigu na 1000 m na czas, a rywalizacji w szosowym wyścigu ze startu wspólnego nie ukończył. Na rozgrywanych dwa lata później igrzyskach olimpijskich w Londynie wystartował w trzech konkurencjach, ale w żadnym z występów nie uplasował się w czołowej dziesiątce. Ponadto trzykrotnie zdobywał medale torowych mistrzostw kraju, w tym złoty w sprincie amatorów w 1906 roku. Nigdy nie zdobył medalu na torowych mistrzostwach świata.